# Catherine Cesarsky
Catherine Jeanne Cesarsky, née Gattegno le 24 février 1943 à Ambazac, en France, est une astrophysicienne française. Elle a présidé l'Union astronomique internationale (UAI) d'août 2006 à août 2009.

## Biographie
Catherine Cesarsky grandit en Argentine et obtient une licence en sciences physiques à l'Université de Buenos Aires, puis un doctorat d'astronomie de l'Université Harvard en 1971. Elle a d'abord travaillé au California Institute of Technology. En 1974, elle s'installe en France et devient membre du Service d'Astrophysique (SAp), Direction des sciences de la matière (DSM), au Commissariat à l'énergie atomique (CEA). Elle établit alors sa carrière en France. De 1985 à 1993, elle dirige le SAp. Plus tard, et en tant que directrice de la DSM (1994 – 1999), elle dirige une équipe composée d'environ 3000 scientifiques, ingénieurs et techniciens, active sur un large spectre de programmes de recherche fondamentale en physique, chimie, astrophysique et sciences de la terre. De 1999 à 2007, elle a été directrice générale de l'Observatoire européen austral ; elle était ainsi responsable de la fin de la construction du Très Grand Télescope (VLT) et de ses outils. Elle a également lancé les recherches sur le European Extremely Large Telescope (ELT). Elle a été Haut-Commissaire à l'énergie atomique, conseillère auprès du gouvernement français sur des questions de sciences et d'énergie, entre 2009 et 2012. Elle a présidé le comité des programmes scientifiques du CNES (Centre National d'Études Spatiales) et le comité consultatif EURATOM – Fusion (CCE-FU).
Catherine Cesarsky est connue pour ses activités de recherche dans plusieurs domaines centraux de l'astrophysique moderne. La première partie de sa carrière a été consacrée au domaine des hautes énergies. Cela inclut des études sur la propagation et la composition des rayons cosmiques galactiques dans le milieu interstellaire diffus comme sur l'accélération des particules dans les chocs astrophysiques. Elle s'est ensuite tournée vers l'astronomie infrarouge. Elle a été responsable du développement de la caméra infrarouge spatiale Isocam du satellite ISO, de l'Agence spatiale européenne (ESA), qui a volé de 1995 à 1998.
D'août 2006 à août 2009, elle a été présidente de l'Union astronomique internationale. En 1998, elle est lauréate du COSPAR (Committee on Space Research), une récompense dans le domaine des sciences spatiales. Catherine Cesarsky est également membre de plusieurs Académies (Académie des sciences – France –, Academia Europaea, International Academy of Astronautics, National Academy of Sciences – États-Unis –, Académie royale des Sciences de Suède, Royal Society de Londres) et Docteur Honoris Causa de l'Université de Genève.
D'avril 2009 à avril 2012, elle a été membre du Comité à l’énergie atomique en tant que personnalité qualifiée dans le domaine scientifique et industriel et a occupé le poste de Haut-commissaire à l'énergie atomique. Le 21 mars 2013, alors qu'elle est Haut Conseiller scientifique au Commissariat à l'énergie atomique et déléguée scientifique au Conseil du CERN, elle est élue vice-présidente du Conseil du CERN, fonction qu'elle partage avec le Professeur Van Doninck (Belgique).
Le 13 octobre 2017, elle est nommée présidente du conseil d'administration du Square Kilometre Array (SKA),.

### Vie privée
Catherine Cesarsky est la sœur de la géographe Michelle Guillon.

## Distinctions

### Prix
- Lauréate du COSPAR Space Sciences Award (1998)[6].
- Prix Jules-Janssen (2009) de la Société astronomique de France (SAF)
- Prix Fritz-Zwicky d'astrophysique et cosmologie 2024 de la Société européenne d'astronomie « pour ses contributions exceptionnelles à la compréhension de l'évolution des galaxies via des observations infrarouges spatiales et pour son leadership dans l'élaboration de l'infrastructure d'observation de l'astronomie contemporaine »[7].

### Sociétés savantes
- 1982 : Membre de l'Union astronomique internationale[8]
- 2005 : Membre étrangère de la Royal Society of London[9]
- 2007 : Membre de l’Académie des sciences, élue le 11 décembre 2007[10]
- 1999 : Membre de l’Academia Europaea[11]
- 2004 : Membre de l'Académie nationale des sciences américaine[12]
- Membre de l’Académie internationale d'astronautique[13]
- Membre de l'Académie royale des sciences de Suède[14]

### Honneurs
- Docteure honoris causa de l’Université de Genève (2010)

### Décorations
- Grande officière de la Légion d'honneur (2019)[15] (commandeur en 2011 [16], officière en 2004, chevalière en 1994)
- Grand-croix de l'ordre national du Mérite (2025)[17] (grande officière en 2014[18], commandeur en 2008[19], officière en 1999, chevalière 1989)